# Scott Durant

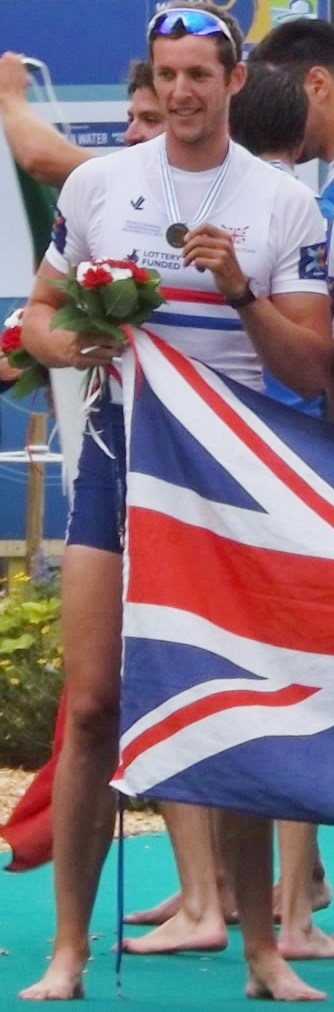
Scott Durant, 2015

Scott David Durant, MBE (* 12. Februar 1988 in Los Angeles) ist ein britischer Ruderer und Olympiasieger.
Scott Durant begann an der Lancaster Royal Grammar School mit dem Rudersport und besuchte dann die Oxford Brookes University. Nach einem fünften Platz mit dem Achter bei den U23-Weltmeisterschaften 2008 gewann Durant 2010 Bronze mit dem Achter. Bei den Europameisterschaften 2011 belegte er mit dem Vierer ohne Steuermann den siebten Platz, 2012 war er Fünfter im Achter. 2013 ruderte der 1,96 m große Durant erstmals im Ruder-Weltcup. Bei den Weltmeisterschaften 2013 belegte der britische Vierer ohne Steuermann mit Alan Sinclair, Nathaniel Reilly-O’Donnell, Scott Durant und Matthew Tarrant den fünften Platz. Zu Beginn der Saison 2014 gewann Durant mit dem britischen Achter die Bronzemedaille bei den Europameisterschaften. Im Weltcup startete er 2014 im Achter und im Zweier mit Steuermann. In dieser Bootsklasse gewannen Alan Sinclair, Scott Durant und Steuermann Henry Fieldman die Silbermedaille bei den Weltmeisterschaften 2014. Ende Mai 2015 siegte der britische Vierer ohne Steuermann mit Nathaniel Reilly-O’Donnell, Alan Sinclair, Tom Ransley und Scott Durant bei den Europameisterschaften. Bei den Weltmeisterschaften Anfang September belegten Durant, Sinclair, Ransley und Stewart Innes den dritten Platz hinter den Booten aus Italien und Australien. Zum Saisonauftakt 2016 belegte Durant mit dem britischen Achter hinter Deutschen und Russen den dritten Platz bei den Europameisterschaften in Brandenburg an der Havel. Im Finale der Olympischen Spiele 2016 gelang den Briten wie bei den drei Weltmeisterschaften seit 2013 ein Sieg vor dem Deutschland-Achter.